# The Masked Singer (Vereinigte Staaten)/Staffel 3
Die dritte Staffel der US-amerikanischen Musikshow The Masked Singer wurde vom 2. Februar bis zum 20. Mai 2020 auf Fox ausgestrahlt. Moderiert wurde die Staffel von Nick Cannon. Das Rateteam bestand wie in den vorangegangenen Staffeln neben mehreren Gastjuroren aus dem Sänger Robin Thicke, der Moderatorin Jenny McCarthy, dem Schauspieler Ken Jeong sowie der Sängerin Nicole Scherzinger. Siegerin wurde Kandi Burruss als Night Angel.

## Rateteam
| Folge | Ständige Mitglieder | Ständige Mitglieder | Ständige Mitglieder | Ständige Mitglieder | Gastmitglied        |
| ----- | ------------------- | ------------------- | ------------------- | ------------------- | ------------------- |
| 1     | Robin Thicke        | Jenny McCarthy      | Ken Jeong           | Nicole Scherzinger  | Jamie Foxx          |
| 2     | Robin Thicke        | Jenny McCarthy      | Ken Jeong           | Nicole Scherzinger  | Jason Biggs         |
| 3     | Robin Thicke        | Jenny McCarthy      | Ken Jeong           | Nicole Scherzinger  | Leah Remini         |
| 4     | Robin Thicke        | Jenny McCarthy      | Ken Jeong           | Nicole Scherzinger  | —                   |
| 5     | Robin Thicke        | Jenny McCarthy      | Ken Jeong           | Nicole Scherzinger  | Gabriel Iglesias    |
| 6     | Robin Thicke        | Jenny McCarthy      | Ken Jeong           | Nicole Scherzinger  | T-Pain              |
| 7     | Robin Thicke        | Jenny McCarthy      | Ken Jeong           | Nicole Scherzinger  | —                   |
| 8     | Robin Thicke        | Jenny McCarthy      | Ken Jeong           | Nicole Scherzinger  | Joel McHale         |
| 9     | Robin Thicke        | Jenny McCarthy      | Ken Jeong           | Nicole Scherzinger  | Will Arnett         |
| 10    | Robin Thicke        | Jenny McCarthy      | Ken Jeong           | Nicole Scherzinger  | —                   |
| 11    | Robin Thicke        | Jenny McCarthy      | Ken Jeong           | Nicole Scherzinger  | Yvette Nicole Brown |
| 12    | Robin Thicke        | Jenny McCarthy      | Ken Jeong           | Nicole Scherzinger  | Sharon Osbourne     |
| 13    | Robin Thicke        | Jenny McCarthy      | Ken Jeong           | Nicole Scherzinger  | Gordon Ramsay       |
| 14    | Robin Thicke        | Jenny McCarthy      | Ken Jeong           | Nicole Scherzinger  | Jeff Dye            |
| 15    | Robin Thicke        | Jenny McCarthy      | Ken Jeong           | Nicole Scherzinger  | Jay Pharoah         |
| 16    | Robin Thicke        | Jenny McCarthy      | Ken Jeong           | Nicole Scherzinger  | —                   |

## Teilnehmer

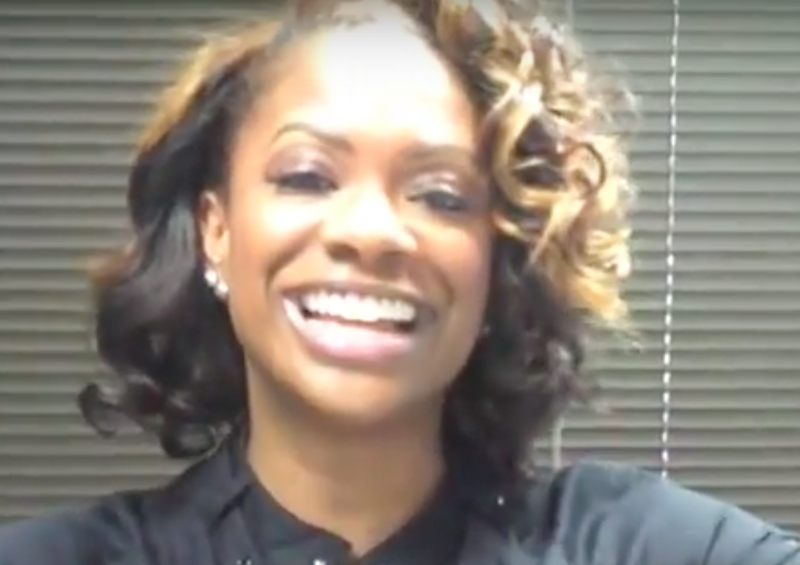
Kandi Burruss, Siegerin der dritten Staffel

Laut Fox waren die Teilnehmer zusammen 69-mal für einen Grammy nominiert, verkauften 88 Goldene Schallplatten und nahmen 11-mal am Super Bowl teil, auch haben drei von ihnen einen Stern auf dem Walk of Fame, ein Kandidat besitzt zudem einen Eintrag im Guinness-Buch der Rekorde.
| Platz | Kostüm                      | Person          | Bekannt als                                      | Aus in Folge | Quelle |
| ----- | --------------------------- | --------------- | ------------------------------------------------ | ------------ | ------ |
| 1     | Night Angel (Nachtengel)    | Kandi Burruss   | Schauspielerin, Singer-Songwriter, Unternehmerin | 16           | [ 6 ]  |
| 2     | Turtle (Schildkröte)        | Jesse McCartney | Musiker, Schauspieler                            | 16           | [ 7 ]  |
| 3     | Frog (Frosch)               | Bow Wow         | Rapper, Schauspieler                             | 16           | [ 8 ]  |
| 4     | Rhino (Nashorn)             | Barry Zito      | Baseballspieler                                  | 15           | [ 9 ]  |
| 5     | Kitty (Kätzchen)            | Jackie Evancho  | Sängerin                                         | 14           | [ 10 ] |
| 6     | Astronaut                   | Hunter Hayes    | Sänger                                           | 13           | [ 11 ] |
| 7     | Banana (Banane)             | Bret Michaels   | Sänger, Schauspieler, Regisseur                  | 12           | [ 12 ] |
| 8     | Kangaroo (Känguru)          | Jordyn Woods    | Model, Unternehmerin, YouTuberin                 | 11           | [ 13 ] |
| 9     | White Tiger (Weißer Tiger)  | Rob Gronkowski  | American-Football-Spieler                        | 10           | [ 14 ] |
| 10    | T-Rex                       | JoJo Siwa       | Sängerin, Schauspielerin, Tänzerin, YouTuberin   | 9            | [ 15 ] |
| 11    | Swan (Schwan)               | Bella Thorne    | Model, Sängerin, Schauspielerin                  | 8            | [ 16 ] |
| 12    | Bear (Bär)                  | Sarah Palin     | Politikerin                                      | 7            | [ 17 ] |
| 13    | Taco                        | Tom Bergeron    | Autor, Moderator                                 | 6            | [ 18 ] |
| 14    | Mouse (Maus)                | Dionne Warwick  | Moderatorin, Sängerin                            | 5            | [ 19 ] |
| 15    | Elephant (Elefant)          | Tony Hawk       | Skateboardfahrer                                 | 4            | [ 20 ] |
| 16    | Miss Monster (Frau Monster) | Chaka Khan      | Sängerin                                         | 3            | [ 21 ] |
| 17    | Llama (Lama)                | Drew Carey      | Komiker, Moderator, Schauspieler                 | 2            | [ 22 ] |
| 18    | Robot (Roboter)             | Lil Wayne       | Rapper                                           | 1            | [ 23 ] |

## Folgen
|   | Kostüm       | Lied, Originalinterpret                 | Ergebnis      |
| - | ------------ | --------------------------------------- | ------------- |
| 1 | White Tiger  | Ice Ice Baby – Vanilla Ice              | Gewonnen      |
| 2 | Turtle       | Kiss from a Rose – Seal                 | Gewonnen      |
| 3 | Llama        | She Bangs – Ricky Martin                | Gewonnen      |
| 4 | Miss Monster | Something to Talk About – Bonnie Raitt  | Gewonnen      |
| 5 | Robot        | Are You Gonna Go My Way – Lenny Kravitz | Ausgeschieden |
| 6 | Kangaroo     | Dancing on My Own – Robyn               | Gewonnen      |

|   | Kostüm       | Lied, Originalinterpret                                                  | Ergebnis      |
| - | ------------ | ------------------------------------------------------------------------ | ------------- |
| 1 | Llama        | It’s Not Unusual – Tom Jones                                             | Ausgeschieden |
| 2 | Miss Monster | Fancy – Bobbie Gentry                                                    | Gewonnen      |
| 3 | White Tiger  | Good Vibrations – Marky Mark and the Funky Bunch feat. Loleatta Holloway | Gewonnen      |
| 4 | Kangaroo     | You Know I’m No Good – Amy Winehouse                                     | Gewonnen      |
| 5 | Turtle       | Say You Won’t Let Go – James Arthur                                      | Gewonnen      |

|   | Kostüm                   | Lied, Originalinterpret                        | Ergebnis      |
| - | ------------------------ | ---------------------------------------------- | ------------- |
|   | Übrige Gruppenmitglieder | Rock and Roll All Nite – Kiss                  | –             |
|   |                          |                                                |               |
| 1 | Turtle                   | There’s Nothing Holdin’ Me Back – Shawn Mendes | Gewonnen      |
| 2 | Miss Monster             | You Don’t Own Me – Lesley Gore                 | Ausgeschieden |
| 3 | Kangaroo                 | Diamonds – Rihanna                             | Gewonnen      |
| 4 | White Tiger              | We Will Rock You – Queen                       | Gewonnen      |

|   | Kostüm   | Lied, Originalinterpret                    | Ergebnis      |
| - | -------- | ------------------------------------------ | ------------- |
| 1 | Frog     | U Can’t Touch This – MC Hammer             | Gewonnen      |
| 2 | Elephant | Friday I’m in Love – The Cure              | Ausgeschieden |
| 3 | Kitty    | Dangerous Woman – Ariana Grande            | Gewonnen      |
| 4 | Taco     | Fly Me to the Moon – Kaye Ballard          | Gewonnen      |
| 5 | Mouse    | Get Here – Brenda Russell                  | Gewonnen      |
| 6 | Banana   | A Little Less Conversation – Elvis Presley | Gewonnen      |

|   | Kostüm | Lied, Originalinterpret                | Ergebnis      |
| - | ------ | -------------------------------------- | ------------- |
| 1 | Banana | Achy Breaky Heart – The Marcy Brothers | Gewonnen      |
| 2 | Mouse  | This Will Be – Natalie Cole            | Ausgeschieden |
| 3 | Frog   | In da Club – 50 Cent                   | Gewonnen      |
| 4 | Taco   | Bossa Nova Baby – The Clovers          | Gewonnen      |
| 5 | Kitty  | Mercy – Brett Young                    | Gewonnen      |

|   | Kostüm            | Lied, Originalinterpret                                     | Ergebnis      |
| - | ----------------- | ----------------------------------------------------------- | ------------- |
|   | Übrige Teilnehmer | Larger Than Life – Backstreet Boys                          | –             |
|   |                   |                                                             |               |
| 1 | Kitty             | Mama’s Broken Heart – Miranda Lambert                       | Gewonnen      |
| 2 | Taco              | I Can’t Help Myself (Sugar Pie Honey Bunch) – The Four Tops | Ausgeschieden |
| 3 | Banana            | Lean on Me – Bill Withers                                   | Gewonnen      |
| 4 | Frog              | You Dropped a Bomb on Me – The GAP Band                     | Gewonnen      |

|   | Kostüm      | Lied, Originalinterpret                | Ergebnis      |
| - | ----------- | -------------------------------------- | ------------- |
| 1 | Night Angel | You Give Love a Bad Name – Bon Jovi    | Gewonnen      |
| 2 | Bear        | Baby Got Back – Sir Mix-a-Lot          | Ausgeschieden |
| 3 | Astronaut   | You Say – Lauren Daigle                | Gewonnen      |
| 4 | T-Rex       | So What – Pink                         | Gewonnen      |
| 5 | Rhino       | Have a Little Faith in Me – John Hiatt | Gewonnen      |
| 6 | Swan        | Fever – Little Willie John             | Gewonnen      |

|   | Kostüm      | Lied, Originalinterpret                                      | Ergebnis      |
| - | ----------- | ------------------------------------------------------------ | ------------- |
| 1 | Astronaut   | Signed, Sealed, Delivered (I’m Yours) – Stevie Wonder        | Gewonnen      |
| 2 | Night Angel | Million Reasons – Lady Gaga                                  | Gewonnen      |
| 3 | T-Rex       | Push It – Salt-N-Pepa                                        | Gewonnen      |
| 4 | Swan        | I Hate Myself for Loving You – Joan Jett and the Blackhearts | Ausgeschieden |
| 5 | Rhino       | Nice to Meet Ya – Niall Horan                                | Gewonnen      |

|   | Kostüm                   | Lied, Originalinterpret                                          | Ergebnis      |
| - | ------------------------ | ---------------------------------------------------------------- | ------------- |
|   | Übrige Gruppenmitglieder | Let’s Get Loud – Jennifer Lopez                                  | –             |
|   |                          |                                                                  |               |
| 1 | Night Angel              | Shout – The Isley Brothers                                       | Gewonnen      |
| 2 | Astronaut                | Shape of You – Ed Sheeran                                        | Gewonnen      |
| 3 | T-Rex                    | Jai Ho! (You Are My Destiny) – A. R. Rahman & The Pussycat Dolls | Ausgeschieden |
| 4 | Rhino                    | The Tracks of My Tears – The Miracles                            | Gewonnen      |

|   | Kostüm            | Lied, Originalinterpret                        | Ergebnis      |
| - | ----------------- | ---------------------------------------------- | ------------- |
|   | Übrige Teilnehmer | ABC – The Jackson Five 1                       | –             |
|   |                   |                                                |               |
| 1 | Turtle            | Higher Love – Steve Winwood                    | Gewonnen      |
| 2 | Kangaroo          | Not Ready to Make Nice – The Chicks            | Gewonnen      |
| 3 | White Tiger       | I’m Too Sexy – Right Said Fred                 | Ausgeschieden |
|   |                   |                                                |               |
| 4 | Kitty             | It’s All Coming Back to Me Now – Pandora’s Box | Gewonnen      |
| 5 | Banana            | Sweet Home Alabama – Lynyrd Skynyrd            | Vielleicht    |
| 6 | Frog              | Jump – Kris Kross                              | Gewonnen      |
|   |                   |                                                |               |
| 7 | Night Angel       | Rise Up – Andra Day                            | Gewonnen      |
| 8 | Rhino             | What a Man Gotta Do – Jonas Brothers           | Vielleicht    |
| 9 | Astronaut         | Never Gonna Give You Up – Rick Astley          | Gewonnen      |

|           | Kostüm      | Lied, Originalinterpret                  | Ergebnis      | Indizien-Gegenstände                                        |
| --------- | ----------- | ---------------------------------------- | ------------- | ----------------------------------------------------------- |
| 1         | Night Angel | Man! I Feel Like a Woman! – Shania Twain | Gewonnen      | Strauß, Schneekugel, Biene, Krone                           |
| 2         | Kangaroo    | No Air – Jordin Sparks & Chris Brown     | Vielleicht    | Buddelschiff, Lippenstift, Plattenspieler, Big Ben          |
|           |             |                                          |               |                                                             |
| 3         | Astronaut   | If I Can’t Have You – Shawn Mendes       | Vielleicht    | Weißes Haus, Glühbirne, Akkordeon, Flugzeug                 |
| 4         | Turtle      | Let It Go – James Bay                    | Gewonnen      | Parfüm, Baseballhandschuh, Auktionshammer, Pfeil, Reisepass |
| Smackdown |             |                                          |               |                                                             |
| 5         | Kangaroo    | Hot Stuff – Donna Summer                 | Ausgeschieden |                                                             |
| 6         | Astronaut   | Bye Bye Bye – *NSYNC                     | Gewonnen      |                                                             |

|           | Kostüm | Lied, Originalinterpret                   | Ergebnis      | Indizien-Gegenstände                                               |
| --------- | ------ | ----------------------------------------- | ------------- | ------------------------------------------------------------------ |
| 1         | Frog   | Fireball – Pitbull feat. John Ryan        | Gewonnen      | Japan-Flagge, Computertastatur, Turnschuhe, Eisformen              |
| 2         | Kitty  | True Colors – Cyndi Lauper                | Vielleicht    | Pileolus, Drache, Maus, Engels-Figur                               |
|           |        |                                           |               |                                                                    |
| 3         | Banana | Knockin’ on Heaven’s Door – Bob Dylan     | Vielleicht    | Katze, Insektenspray, Nashville-Sheriffmarke                       |
| 4         | Rhino  | 10,000 Hours – Dan + Shay & Justin Bieber | Gewonnen      | Blaues Siegel, Haus, Tennessee-Flagge, mit Kohle gefüllter Strumpf |
| Smackdown |        |                                           |               |                                                                    |
| 5         | Kitty  | Unstoppable – Sia                         | Gewonnen      |                                                                    |
| 6         | Banana | Brick House – The Commodores              | Ausgeschieden |                                                                    |

|   | Kostüm      | Lied, Originalinterpret                            | Ergebnis      | Indizien-Gericht              |
| - | ----------- | -------------------------------------------------- | ------------- | ----------------------------- |
| 1 | Kitty       | Diamonds Are a Girl’s Best Friend – Carol Channing | Gewonnen      | Operntorten-Stück             |
| 2 | Rhino       | Die a Happy Man – Thomas Rhett                     | Gewonnen      | Spaghetti mit Fleischklößchen |
| 3 | Frog        | Whatever It Takes – Imagine Dragons                | Gewonnen      | Gebratener Wels               |
| 4 | Night Angel | Black Velvet – Alannah Myles                       | Gewonnen      | Grillen-Spieße                |
| 5 | Astronaut   | Story of My Life – One Direction                   | Ausgeschieden | Dreikönigskuchen              |
| 6 | Turtle      | Stay – Zedd & Alessia Cara                         | Gewonnen      | Chips mit Apfel-Salsa         |

|   | Kostüm      | Lied, Originalinterpret                                  | Ergebnis      | Indizien-Gegenstand      |
| - | ----------- | -------------------------------------------------------- | ------------- | ------------------------ |
| 1 | Frog        | Bust a Move – Young MC                                   | Gewonnen      | Modell-Privatjet         |
| 2 | Kitty       | Back to Black – Amy Winehouse                            | Ausgeschieden | Pfeil und Bogen          |
| 3 | Rhino       | You’ve Lost That Lovin’ Feelin’ – The Righteous Brothers | Gewonnen      | Navy-Mütze               |
| 4 | Night Angel | Last Dance – Donna Summer                                | Gewonnen      | Schneeschuhe und -brille |
| 5 | Turtle      | Fix You – Coldplay                                       | Gewonnen      | Zombie                   |

|   | Kostüm                   | Lied, Originalinterpret            | Ergebnis      |                          |
| - | ------------------------ | ---------------------------------- | ------------- | ------------------------ |
|   | Übrige Gruppenmitglieder | The Best – Bonnie Tyler            | –             |                          |
|   |                          |                                    |               | Indizien-Gegenstand      |
| 1 | Night Angel              | How to Love – Lil Wayne            | Gewonnen      | Football, Mond-Anstecker |
| 2 | Turtle                   | Jealous – Nick Jonas               | Gewonnen      | Fotoalbum, Diamant-Ring  |
| 3 | Rhino                    | Humble and Kind – Tim McGraw       | Ausgeschieden | Erdkugeln, Baby-Nashorn  |
| 4 | Frog                     | Hip Hop Hooray – Naughty by Nature | Gewonnen      | Hut, Mom-Anstecker       |

|   | Kostüm      | Lied, Originalinterpret                                | Ergebnis      |
| - | ----------- | ------------------------------------------------------ | ------------- |
| 1 | Frog        | Bad Boy for Life – Sean Combs & Black Rob & Mark Curry | Dritter Platz |
| 2 | Turtle      | Before You Go – Lewis Capaldi                          | Zweiter Platz |
| 3 | Night Angel | River Deep – Mountain High – Ike & Tina Turner         | Gewinnerin    |

## Einschaltquoten
| Folge | Datum         | Live       | Live                | DVR (7 Tage) | DVR (7 Tage)   | Gesamt     | Gesamt         | Quelle |
| Folge | Datum         | Zuschauer  | Rating/Share(18–49) | Zuschauer    | Rating (18–49) | Zuschauer  | Rating (18–49) | Quelle |
| ----- | ------------- | ---------- | ------------------- | ------------ | -------------- | ---------- | -------------- | ------ |
| 1     | 2. Feb. 2020  | 23,78 Mio. | 8,1/36              | 3,55 Mio.    | 1,2            | 27,33 Mio. | 9,3            | [ 25 ] |
| 2     | 5. Feb. 2020  | 7,46 Mio.  | 2,0/10              | 3,01 Mio.    | 1,1            | 10,47 Mio. | 3,1            | [ 26 ] |
| 3     | 12. Feb. 2020 | 6,64 Mio.  | 1,8/10              | 2,99 Mio.    | 1,0            | 9,63 Mio.  | 2,8            | [ 27 ] |
| 4     | 19. Feb. 2020 | 7,13 Mio.  | 2,0/10              | 3,37 Mio.    | 1,1            | 10,50 Mio. | 3,1            | [ 28 ] |
| 5     | 26. Feb. 2020 | 6,75 Mio.  | 1,8/9               | 2,88 Mio.    | 0,9            | 9,63 Mio.  | 2,7            | [ 29 ] |
| 6     | 4. Mär. 2020  | 6,82 Mio.  | 1,8/10              | 2,67 Mio.    | 0,9            | 9,49 Mio.  | 2,7            | [ 30 ] |
| 7     | 11. Mär. 2020 | 7,25 Mio.  | 1,9/10              | 3,02 Mio.    | 1,0            | 10,27 Mio. | 2,9            | [ 31 ] |
| 8     | 18. Mär. 2020 | 8,02 Mio.  | 2,2/10              | 2,71 Mio.    | 0,9            | 10,73 Mio. | 3,1            | [ 32 ] |
| 9     | 25. Mär. 2020 | 8,03 Mio.  | 2,2/10              | 2,69 Mio.    | 0,9            | 10,72 Mio. | 3,1            | [ 33 ] |
| 10    | 1. Apr. 2020  | 8,90 Mio.  | 2,4/12              | 2,83 Mio.    | 1,0            | 11,73 Mio. | 3,4            | [ 34 ] |
| 11    | 8. Apr. 2020  | 7,94 Mio.  | 2,1/11              | 2,55 Mio.    | 0,8            | 10,49 Mio. | 2,9            | [ 35 ] |
| 12    | 22. Apr. 2020 | 8,14 Mio.  | 2,1/11              | 2,28 Mio.    | 0,8            | 10,42 Mio. | 2,9            | [ 36 ] |
| 13    | 29. Apr. 2020 | 7,81 Mio.  | 2,1/11              | 2,12 Mio.    | 0,7            | 9,93 Mio.  | 2,8            | [ 37 ] |
| 14    | 6. Mai 2020   | 7,29 Mio.  | 1,8/10              | 2,18 Mio.    | 0,7            | 9,47 Mio.  | 2,5            | [ 38 ] |
| 15    | 13. Mai 2020  | 7,24 Mio.  | 1,9/10              | 2,16 Mio.    | 0,7            | 9,40 Mio.  | 2,6            | [ 39 ] |
| 16    | 20. Mai 2020  | 9,01 Mio.  | 2,3/14              | 1,76 Mio.    | 0,6            | 10,77 Mio. | 2,9            | [ 40 ] |